# 桜坂 (福山雅治の曲)

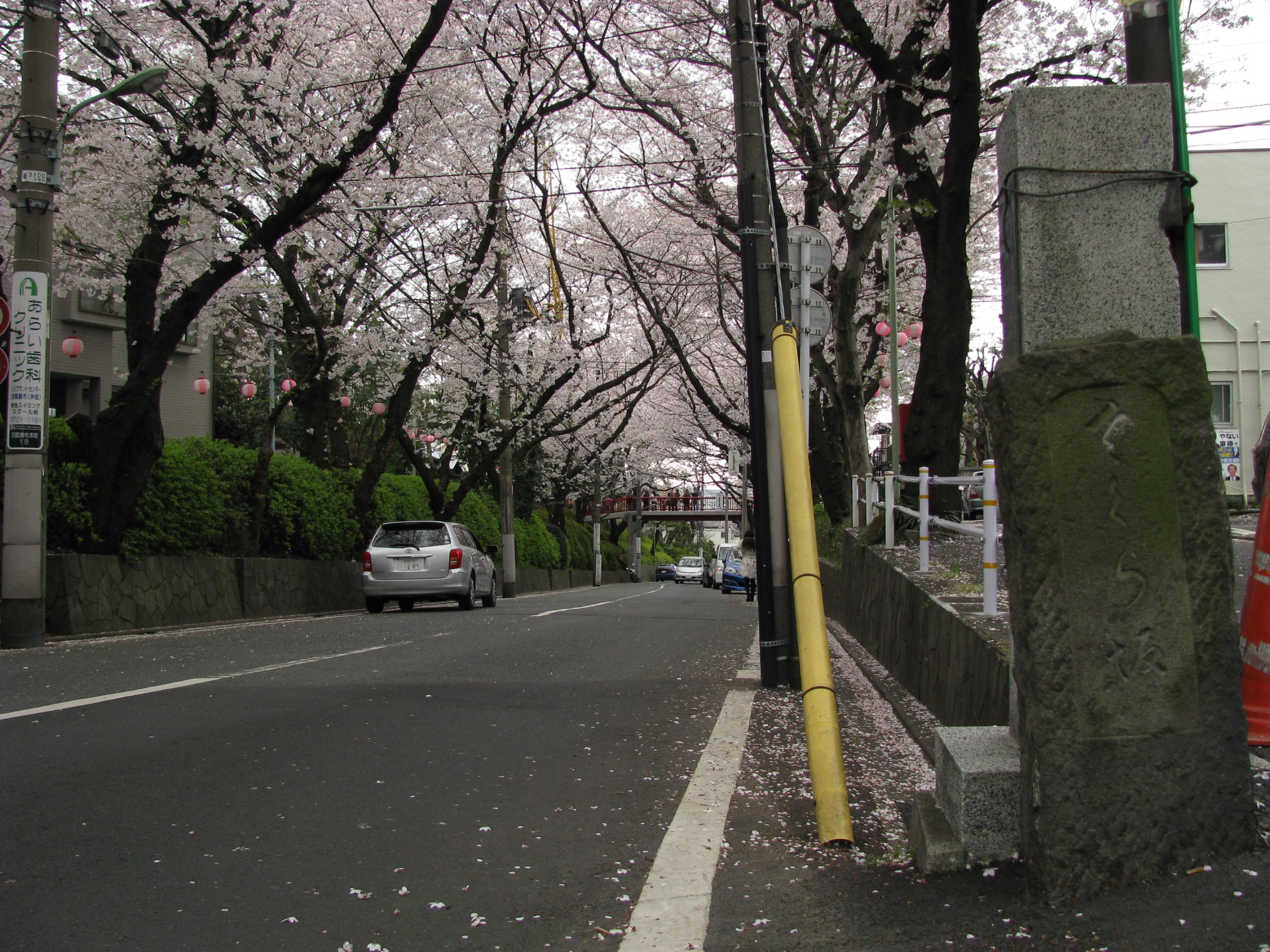
「桜坂」の舞台となった桜坂

「桜坂」（さくらざか）は、福山雅治の15枚目のシングル。2000年4月26日に発売された。発売元はユニバーサルビクター（現・ユニバーサルミュージック）、販売元はビクターエンタテインメント。

## 解説
前作に続き本作も水曜日に発売された。
前作「HEAVEN／Squall」からおよそ5ヶ月で発売されたシングル。BMG JAPANからの移籍第1弾作品として発売された。福山雅治はこの年デビュー10周年を迎えており、その記念碑的意味合いも含める作品となった。
2000年3月1日、「桜坂」がTBS系『ウンナンのホントコ!』内のコーナー『未来日記V』のテーマソングとしてオンエアされた。同年5月3日に放送された最終話には、福山も「通りすがりの警察官」役でゲスト出演している。
曲名のモデルとなった場所は、『未来日記V』のロケ地でもあった東京都大田区にある桜坂だった。福山はデビュー前に桜坂の近所に住んでいたことがあり、当時の思いや現在の心境を詞をつづり、メロディーを付けたという。桜坂は観光名所となり、『未来日記V』の舞台となった当地の陸橋には落書きや恋人同士の愛の誓いが書き込まれたこともあった。なお当時は長崎県西海市大瀬戸町にある松島の桜坂や福岡県福岡市にある桜坂という説もあった。
福山雅治本人のコメントによると、ドラマ『ひとつ屋根の下』（フジテレビ）が終了したあと川崎から沼部駅周辺へ引っ越した。沼部駅近くの中原街道に「桜坂」があり、当時よくその坂を通っていた想いからタイトルを「桜坂」にしたと由来を語った。

### 売上記録
初動売上枚数は、男性ソロ・アーティストのシングル初動売上枚数歴代1位となる約75.1万枚を記録。初回出荷枚数は70万枚であったが、発売当日までにバックオーダーが40万枚に達した。
累計売上は229.9万枚（オリコン調べ）で、オリコン集計では20世紀最後の累計売上枚数200万枚突破シングルとなった。また、12cmシングル（マキシシングル）としては初のダブルミリオン・シングルとなった。
公称売上（出荷）枚数は累計250万枚。
2000年のオリコンシングル年間ランキングは2位で、年間1位のサザンオールスターズ（福山と同じアミューズ所属）の「TSUNAMI」とともに、『未来日記』テーマソングが年間1位・2位を獲得する結果となった。
NHK紅白歌合戦でもこの楽曲を2回披露した(第66回・第73回)。2015年はパシフィコ横浜から25周年メドレーの1曲として、2022年は横浜・ぴあアリーナMMから渋谷・NHKホールに到着後、白組のトリおよび大トリで披露。

## 収録曲

### 通常盤
1. 桜坂
  - 作詞・作曲：福山雅治 / 編曲：富田素弘

TBS系『ウンナンのホントコ! 未来日記V』テーマソング。
福山自身の実体験をもとにした、別れた恋人への想いを歌った曲。
使用ギターはギブソン・ハミングバード。
ミュージックビデオ（映像 - YouTube）が制作されており、2010年に発売されたベストアルバム『THE BEST BANG!!』初回限定盤付属のDVDに収録されている（音源はリミックスされたものになっている）。
2017年3月には期間限定として「アサヒスーパードライ」のCMソングとして起用された（「心がつながる春」篇）。
2. DRIVE-IN THEATERでくちづけを
  - 作詞・作曲：福山雅治 / 編曲：富田素弘

未来日記のテーマソング候補として福山本人はこちらの方を推していたと言うが、スタッフの推しで「桜坂」を提供することとなった[5]。
3. 桜坂 (nayuta version/instrumental)
  - 編曲：新川博

インストゥメンタル楽曲。
4. DRIVE-IN THEATERでくちづけを (nomozaki version/instrumental)
  - 編曲：新川博

インストゥメンタル楽曲。
5. 桜坂 (original karaoke)
6. DRIVE-IN THEATERでくちづけを (original karaoke)

### 初回盤
1. 桜坂
2. DRIVE-IN THEATERでくちづけを
3. 春夏秋冬
  - 作詞・作曲：泉谷しげる / 編曲：吉川忠英 / ストリングスアレンジ：井上鑑

泉谷しげるが1972年に発表した「春夏秋冬」のカバー曲。初回盤限定で収録されていた。
福山がデビューのきっかけとなったオーディションで歌った想い出の曲[6]。
リクエストに応え、2001年に発売されたアルバム『f』にエキストラ・トラックとして収録された[6]。
4. 桜坂 (nayuta version/instrumental)
5. DRIVE-IN THEATERでくちづけを (nomozaki version/instrumental)
6. 桜坂 (original karaoke)
7. DRIVE-IN THEATERでくちづけを (original karaoke)
8. 春夏秋冬 (original karaoke)

## ミュージシャン
| 桜坂 - Keyboards:MOTOHIRO TOMITA - Programming:NOBUO MORIYASU - Guitars:HIROKAZU OGURA - Backing Vocals:MAY YAMANE / YUIKO TSUBOKURA / MISA NAKAYAMA DRIVE-IN THEATERでくちづけを - Keyboards:MOTOHIRO TOMITA - Programming:NOBUO MORIYASU - Drums:TOSHIYA MATSUNAGA - Bass:CHIHARU MIKUZUKI - Guitars:MOTOHIRO TOMITA / HIROKAZU OGURA / GEORGE KAMATA / MASAHARU FUKUYAMA - Backing Vocals:MAI YAMANE / NAOKI TAKAO / MASAHARU FUKUYAMA | 春夏秋冬 - Keyboards & Programming:AKIRA INOUE - Guitars:CHỮEI YOSHIKAWA - Guitar Solo:MASAHARU FUKUYAMA - Strings:KINBARA strings 桜坂 (nayuta version/instrumental) - Keyboards & Programming:HIROSHI SHINKAWA - Acoustic Guitar:CHỮEI YOSHIKAWA - Bass:HIDEKI MATSUBARA - Harmonica:NOBUO YAGI DRIVE-IN THEATERでくちづけを (nomozaki version/instrumental) - Keyboards & Programming:HIROSHI SHINKAWA - Acoustic Guitar:CHỮEI YOSHIKAWA - Marimba:MOTOYA HAMAGUCHI |

## 収録アルバム
桜坂
- f
- fukuyama masaharu acoustic live best selection "Live Fukuyamania" (Live Version)
- Fukuyama Masaharu ANOTHER WORKS remixed by Piston Nishizawa (ピストン西沢によるremix。「桜坂 〜featuring WISE」で収録されている。)
- THE BEST BANG!!
- 福の音

春夏秋冬
- f

## カバー作品
桜坂
- 鄭伊健（2000年、『一生中一個你』）
- 蘇有朋（2000年、『你快不快樂』）
- 岸田敏志（2004年、『Re Cover』）
- 平原綾香（2005年、『From To』）
- 山本潤子（2007年、『SONGS』）
- キンモクセイ（2007年、『さくら』に収録）
- 佐藤竹善（2007年、アルバム『ウタヂカラ〜CORNERSTONES 4〜』収録）
- 河村隆一（2007年、『evergreen anniversary edition』）
- SISTER KAYA（2007年、『桜〜Complete Japanesque Reggae〜』）
- 甲斐よしひろ（2008年、『TEN STORIES 2』）
- 大山百合香（2008年、アルバム『Make On The Holiday Presents「COVERS FOR LOVERS ～Yurika Sings J Love Songs～」』収録）
- September（2008年、アルバム『FLOWERs』収録）
- 中村あゆみ（2008年、『VOICE』に収録）
- 布施明（2008年、『Ballade』）
- 中西保志（2008年、『STANDARDS 3』）
- 森進一（2009年、『Love Music』）
- 今井麻美、原由実、沼倉愛美（2010年、『THE IDOLM@STER STATION!!! SECOND TRAVEL 〜Seaside Date〜』）
- BENI（2012年、『COVERS』に収録）
- さくらまや（2012年、『まや☆カラ カラオケクイーンさくらまやと歌おう!!』に収録）
- 城南海（2015年、アルバム『サクラナガシ』に収録）
- 柴咲コウ（2015年、カバーアルバム『こううたう』に収録）[7]
- 山崎育三郎（2016年、カバーアルバム『1936 〜your songs〜』収録） [8]
- 桑田佳祐（2019年、ライブ・ビデオ『平成三十年度! 第三回ひとり紅白歌合戦』収録）
- 辰巳ゆうと（2019年、アルバム『辰巳ゆうとファーストアルバム-力いっぱい、歌いました!-』収録）
- 五木ひろし（2022年、アルバム『DREAM -五木ひろし J-POPを唄う-』収録）

## 楽曲に関する出来事
- 元プロ野球選手の新庄剛志は現役時代の2000年に「桜坂」を自身の登場曲として起用していた[注 4][11]。
- 小田和正は、自身が出演するTBS系音楽番組『クリスマスの約束』でこの曲をカバーしようと福山へ「番組に出演して、一緒に歌って欲しい」と手紙を送っている。しかし、福山から丁重な断りの手紙が来たと言い、番組内で紹介された。
- 桑田佳祐は、2009年に復活したフジテレビ系音楽番組『桑田佳祐の音楽寅さん 〜MUSIC TIGER〜』第1回の放送で「桜坂」をカバーした。
- ロンドンブーツ1号2号がニッポン放送『ロンドンブーツ1号2号のオールナイトニッポン』を務めていた頃、田村亮が下り坂と間違えて階段に進入し転倒し骨折するバイク事故を起こした際、相方の田村淳が「骨折坂」という「桜坂」の替え歌を番組内で歌ったことがある。それに対して福山はロンドンブーツ1号2号の番組に「僕自身は（替え歌にされたことに対して）全然怒っていないので気にしないでください。歌うときは亮君を心からいたわる気持ちを忘れないでください。」とコメントを寄せたことがある。